# Rudolf Höll (Geologe)
Rudolf Höll (* 14. April 1936 in Stolzenhain) ist deutscher Geologe.

## Leben
Höll studierte zunächst Volkswirtschaft (Diplom-Volkswirt) Eichstätt und anschließend Geologie (Diplom-Geologe) in München. Er wurde 1966 mit der Arbeit Genese und Altersstellung von Vorkommen der Sb-W-Hg-Formation in der Türkei und auf Chios/Griechenland in München zum Dr. rer. nat. promoviert.
Rudolf Höll war Professor am Institut für Allgemeine und Angewandte Geologie der Ludwig-Maximilians-Universität München (LMU). Höll ist seit 2001 nach dem bayerischen Beamtenrecht pensioniert, aber weiterhin der Geologie seines Grünwalder Wohnorts sehr verbunden.
Er war seit 1956 Mitglied der KDStV Aureata Eichstätt-München im CV und 1958 Mitgründer der KDStV Alcimonia Eichstätt im CV.

## Wirken
Die Forschungsschwerpunkte von Höll sind die Lagerstätten mineralischer Rohstoffe, insbesondere Wolfram- und Goldlagerstätten. Im Fachgebiet der geologischen Kartierung und Regionalgeologie erforscht er den variszischen und prävariszischen Magmatismus in den Ostalpen. Zudem engagiert er sich im Bereich Isotopengeochemie und geochronologische Datierungen. Er arbeitet eng mit den verschiedensten Institutionen weltweit zusammen, wie:
- Bayerisches Geologisches Landesamt (GLA), München
- Bundesanstalt für Geowissenschaften und Rohstoffe (BGR), Hannover
- Max-Planck-Institut für Chemie, Mainz
- Colorado State University, Fort Collins, USA
- Curtin University of Technology, Perth, Australien
- Paris-Lodron-Universität Salzburg, Österreich
- Montanuniversität Leoben, Österreich
- United Institute of Geology, Geophysics and Mineralogy, RAN, Nowosibirsk, Russland
- Vernadsky Institute of Geochemistry, RAN, Moskau, Russland
- Université Paris VII, Institut de Physique du Globe de Paris, Paris, Frankreich
- Korea University, Seoul, Südkorea
- Pukyong National University, Busan, Südkorea

## Schriften
- Genese und Altersstellung von Vorkommen der Sb-W-Hg-Formation in der Türkei und auf Chios/Griechenland. Verlag der Bayerischen Akademie der Wissenschaften, München 1966.
- mit Albert Maucher: Genese und Alter der Scheelit-Magnesit-Lagerstätte Tux. Verlag der Bayerischen Akademie der Wissenschaften, München 1967, ISBN 3769645685.
- Die Scheelitlägerstätte Felbertal und der Vergleich mit anderen Scheelitvorkommen in den Ostalpen. Verlag der Bayerischen Akademie der Wissenschaften, München 1975, ISBN 3-7696-2547-1.